# Julien Taillard
Julien Taillard, né le 30 septembre 1882, mort le 4 juin 1967, était militant syndicaliste français des PTT. Il fut secrétaire général de la Fédération postale de la CGTU entre 1927 et 1930. Il a été membre du conseil municipal de Paris de 1933 à 1944. À ce titre il siégeait au conseil général de la Seine, dont il est vice-président en 1936. 
- Entré aux PTT comme facteur télégraphiste, Julien Taillard participe à la grève des facteurs parisiens de 1906. Il adhère à ce moment-là au Syndicat national des sous-agents des PTT, tout juste créé.
- Lors de la scission syndicale, intervenue en 1922 aux PTT, il opte pour la CGTU. Socialiste depuis 1905, il est membre du Parti communiste depuis 1920.
- En 1925, il est candidat de la Fédération postale unitaire au Conseil supérieur des PTT. Il est alors "agent manipulant" au bureau central du 12e arrondissement à Paris. Dans la "Catégorie" professionnelle à laquelle il appartient (les facteurs, et agents de manipulation et de transport des dépêches), pour 63 892 postiers inscrits, dont 35 138 votent, les candidats CGTU obtiennent 9 100 / 9 200 voix, ceux de la Fédération postale- CGT recueillent 14 700 / 14 800 voix et ceux d'une fédération autonome rassemblent 9 500 voix environ.
- Il est élu secrétaire général de la FPU lors du congrès de 1927.
- Militant parisien du Parti communiste français, il suit les élus municipaux de ce parti dans leur dissidence. C'est sans doute la raison de sa non réélection en 1930 à la direction de la fédération postale unitaire. Il fait ensuite partie du Parti d'unité prolétarienne dirigé par l'ancien postier Louis Sellier. Élu sous cette étiquette politique en 1933 conseiller municipal de Paris, il succède à Jean Garchery, qui vient d'être élu député "pupiste" du quartier de Picpus. Il est réélu en 1935.
- Le régime de Vichy le maintient dans sa fonction municipale jusqu'à la Libération.

## sources
- Bulletin officiel des Postes et Télégraphes, année 1925.
- Dictionnaire biographique du mouvement ouvrier français, notice "Julien Taillard", rédigée par Claude Pennetier